# دبليو دبليو إي رود تو ريسلمانيا إكس8
دبليو دبليو إي رود تو ريسلمانيا إكس8 (بالإنجليزية: WWE Road to WrestleMania X8)‏ ، هي لعبة فيديو إلكترونية من نوع رياضة المصارعة الحرة، صدرت عام 2002م طورها شركة ناتسومي اليابانية، ونشرها شركة تي إتش كيو الأمريكية، وتعمل لنظام جيم بوي أدفانس المحمولة.

## تقييمات
قامت بعض المؤسسات الإخبارية الإلكترونية لتقييم اللعبة، فموقع ميتاكريتيك قيمت نسبة 73/100 ، أما مجلة كمبيوتر وفيديو جيم البريطانية السابقة، قيمت 8/10  ، أما موقع جيم سبوت قيمت 8.1/10  ، وآي جي إن الأمريكية قيمت 7/10.